# José María García de Andoin Pérez
José María García de Andoin Pérez (Bilbao, 22 de maig de 1933 - Miranda de Ebro, 4 de febrer de 2017) fou un futbolista i entrenador de futbol basc.

## Trajectòria
Com a futbolista fou jugador del Iturrigorri, Villosa, Deportivo Alavés i Rayo Vallecano, aquests dos a segona divisió, Arenas i Izarra.
Amb 28 anys començà la seva carrera com a entrenador, dirigint un club juvenil d'Erandio. Durant molts anys entrenà a la segona divisió, dirigint principalment equips de la zona basca. Alguns dels clubs als quals entrenà foren SD Indautxu, CA Osasuna, Reial Oviedo, Cadis CF o Deportivo Alavés.
També destacà com a segon entrenador a clubs com l'Athletic Club de Ronny Allen, el Reial Saragossa de Leo Beenhakker i al RCD Espanyol de Javier Clemente. A la primera divisió entrenà el Juventud Retalteca de Guatemala i breument al RCD Espanyol, la temporada 1988-89. El seu darrer club fou el CD Mirandés.